# ポスト・ハードコア
ポスト・ハードコア (post-hardcore) は、ハードコア・パンクから派生したロックのジャンルの一つ。
非常に定義が曖昧、かつ広義に渡る。勃興初期においてはポストパンクやプログレッシブ・ロックの影響を受けた前衛的なハードコアバンドを指す名称であったが、近年では大衆化してきたスクリーモ、メタルコアなどの代替語として用いられることが多く、特に海外でその傾向が強い。

## 歴史

### 1980年代
1980年代辺り、人々が、それ以前の一般的ハードコアサウンドに飽き飽きしていた頃、ディスコード・レコード所属のバンドを中心に、実験的なサウンドを鳴らし始めたハードコアバンドが台頭し始めた。彼らは、それまでのハードコアサウンドにジャズやプログレッシブ・ロックの要素を加えた、非常に先鋭的な音楽性を持っていた。

### 1990年代

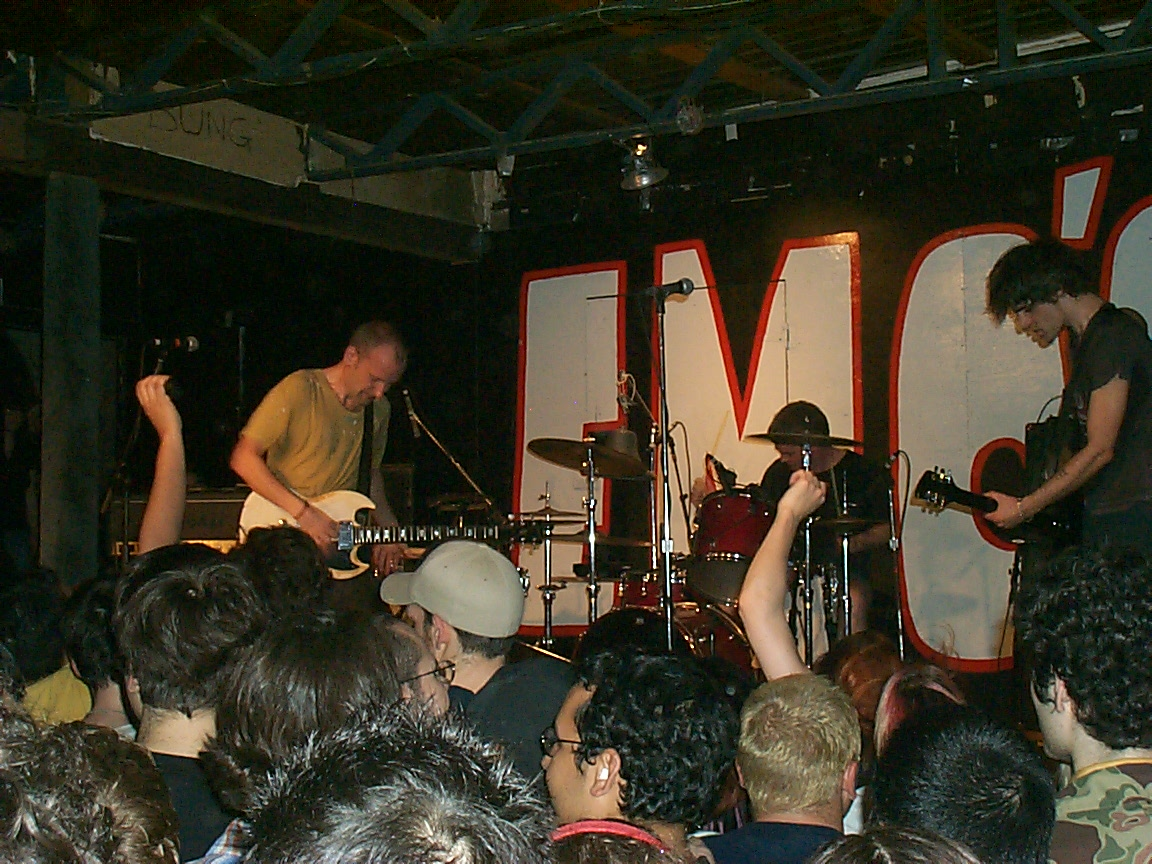
フガジのライヴ（2002年）

1990年代に入ると、ニルヴァーナの爆発的セールスの影響でオルタナティヴ・ロックのブームが到来、その後押しを受け、フガジやドライヴ・ライク・ジーヒューなどのポスト・ハードコアバンドも高い評価を受けるようになる。また、ポスト・ハードコアから派生したエモも発展の兆しを見せ、サニー・デイ・リアル・エステイトやテキサス・イズ・ザ・リーズンなどのバンドが活躍し、ジミー・イート・ワールド以降のエモ・ムーブメントの礎を築いた。

### 2000年代
2000年代に入るとサーズデイ、スライス、フィンチなど多くのバンドがメジャーシーンへ出現し、一気に人気が加速する。特にサーズデイの2003年発売のサードアルバム『ウォー・オール・ザ・タイム』は、全米初登場7位という大ヒットを記録。これを機に多くの後続バンドが登場するようになる。2000年代中盤では、センシズ・フェイルが大きな成功を収めている。これらのバンドがスクリーモと呼ばれたことから、以降ポスト・ハードコアという名称をスクリーモの同義語、類義語として使用されるケースが増加した。もともとスライスやフィンチといったバンドは初期のポスト・ハードコアの流れを多少汲んでいたものの、彼らに影響を受けた後続のスクリーモ・バンド達の音楽性はもはやその名残はほとんど残しておらず、名前だけが受け継がれたような形となっている。2014年現在、勃興当時においてポスト・ハードコアと呼ばれ得る音楽性のバンドについては、ほとんどの場合ポストパンクやインディー・ロックといったジャンルに包括されてしまうことが多い。非常に限定的な呼称であるが、かつてポスト・ハードコアレーベルの雄であったディスコードを形容詞化したディスコーダントという言い回しも見受けられるようになった。